# PGC 2014137
LEDA/PGC 2014137 ist eine Galaxie im Sternbild Coma Berenices am Nordsternhimmel. Sie ist schätzungsweise 338 Millionen Lichtjahre von der Milchstraße entfernt und hat einen Durchmesser von etwa 80.000 Lichtjahren. Vom Sonnensystem aus entfernt sich das Objekt mit einer errechneten Radialgeschwindigkeit von näherungsweise 7.600 Kilometern pro Sekunde. Nach Lage der Daten bildet sie gemeinsam mir IC 3003 ein gravitativ gebundenes Galaxienpaar.
Im selben Himmelsareal befinden sich unter anderem die Galaxien NGC 4113, PGC 2017146, PGC 2015830, PGC 2018037.